# 明朝都司卫所列表
都司衛所制是明朝最主要的軍事制度，兼有行政功能。今据《明史》列表如下 

## 洪武二十六年定
洪武二十六年定天下都司衛所，共計都司十有七，留守司一，內外衛三百二十九，守禦千戶所六十五。及成祖在位二十餘年，多所增改。其後措置不一，今區別其名于左，以資考鏡。

### 上十二衛
金吾前衛、金吾後衛、羽林左衛、羽林右衛、府軍衛、府軍左衛、府軍右衛、府軍前衛、府軍後衛、虎賁左衛、錦衣衛、旗手衛

### 五軍都督府所屬衛所

#### 左軍都督府

##### 在京
凡本府在京屬衛，曾經永樂十八年調守北京者，各注其下曰「調北京」，其年月不重出。後四府同。
留守左衛調北京、鎮南衛調北京、水軍左衛、驍騎右衛調北京、龍虎衛調北京、英武衛、瀋陽左衛調北京、瀋陽右衛調北京

##### 在外

###### 浙江都司
杭州前衛、杭州右衛、台州衛、寧波衛、處州衛、紹興衛、海寧衛、昌國衛、溫州衛、臨山衛、松門衛、金鄉衛、定海衛、海門衛、磐石衛、觀海衛、海寧千戶所、衢州千戶所、嚴州千戶所、湖州千戶所

###### 遼東都司
定遼左衛、定遼右衛、定遼中衛、定遼前衛、定遼後衛、鐵嶺衛、東寧衛、瀋陽中衛、海州衛、蓋州衛、金州衛、復州衛、義州衛、遼海衛、三萬衛、廣寧左屯衛、廣寧右屯衛、廣寧前屯衛、廣寧後屯衛、廣寧中護衛後改為屯衛

###### 山東都司
青州護衛革、兗州護衛革、兗州左護衛後為臨清衛、登州衛、青州左衛、萊州衛、寧海衛、濟南衛、平山衛、德州衛後改屬後府、樂安千戶所後改名武定，屬後府、膠州千戶所、諸城千戶所、滕縣千戶所

#### 右軍都督府

##### 在京
虎賁右衛調北京、留守右衛調北京、水軍右衛、武德衛調北京、廣武衛
　　

##### 在外

###### 雲南都司
雲南左衛、雲南右衛、雲南前衛、大理衛、楚雄衛、臨安衛、景東衛、曲靖衛、金齒衛、洱海衛、蒙化衛、馬隆衛改雲南右護衛，革、平夷衛、越州衛、六涼衛、鶴慶千戶所革

###### 貴州都司
貴州衛、永寧衛、普定衛、平越衛、烏撒衛、普安衛、層台衛革、赤水衛、威清衛、興隆衛、新添衛、清平衛、平壩衛、安莊衛、龍里衛、安南衛、都勻衛、畢節衛、黃平千戶所

###### 四川都司
成都左護衛、成都右護衛後為龍虎左衛，隸南京左府、成都中護衛後為豹韜左衛，隸南京前府、成都左衛革、成都右衛、成都前衛、成都後衛、成都中衛、寧川衛、茂州衛、建昌衛後屬行都司、重慶衛、敘南衛、蘇州衛後為寧番衛，屬行都司，革、瀘州衛、松潘軍民指揮使司、岩州衛革、青川千戶所、威州千戶所、大渡河千戶所

###### 陝西都司
西安左護衛後為神武右衛、西安右護衛、西安中護衛後為神武前衛、西安左衛、西安右衛改西安中護衛、西安前衛、西安後衛、華山衛改西安左護衛，又改神武右衛、泰山衛改西安右護衛、延安衛、綏德衛、平涼衛、慶陽衛、寧夏衛、臨洮衛、鞏昌衛、西寧衛後屬行都司、漢中衛、涼州衛後屬行都司、莊浪衛後屬行都司、金城衛、秦州衛、岷州軍民指揮使司、洮州衛、河州軍民指揮使司、甘肅衛後為甘州後衛、山丹衛後屬行都司、永昌衛後屬行都司、鳳翔千戶所、金州千戶所、寧夏中護衛、西河中護衛後改雲南中護衛，革

###### 廣西都司
桂林左衛後為廣西護衛、桂林右衛、桂林中衛、南寧衛、柳州衛、馴象衛、梧州千戶所

#### 中軍都督府

##### 在京
留守中衛調北京、神策衛調北京、廣洋衛、應天衛調北京、和陽衛調北京、牧馬千戶所調北京
　　

##### 在外

###### 直隸
揚州衛、和州衛後改為寧夏中屯衛，革、高郵衛、淮安衛、鎮海衛、滁州衛、太倉衛、泗州衛、壽州衛、邳州衛、大河衛、沂州衛、金山衛、新安衛、蘇州衛、儀真衛、徐州衛、安慶衛、宿州千戶所

###### 中都留守司
鳳陽右衛、鳳陽中衛、皇陵衛、鳳陽衛、留守左衛、留守中衛、長淮衛、懷遠衛、洪塘千戶所

###### 河南都司
歸德衛後屬中府、陳州衛、弘農衛、汝寧衛後改千戶所，屬中府、潼關衛後屬中府、河南衛、睢陽衛、宣武衛、信陽衛、彰德衛、武平衛後屬中府、南陽衛、寧國衛後為涿鹿衛，後屬後府、懷慶衛、寧山衛後屬後府、潁州衛、安吉衛後為通州衛親軍、潁上千戶所、河南左護衛、河南中護衛、河南右護衛三護衛後並彭城衛

#### 前軍都督府

##### 在京
天策衛後分為保安衛及保安右衛、龍驤衛調北京、豹韜衛調北京、龍江衛後改為龍江左衛、飛熊衛調北京

##### 在外

###### 直隸
九江衛

###### 湖廣都司
武昌衛、武昌左衛、黃州衛、永州衛、岳州衛、蘄州衛、施州衛、長沙護衛革、辰州衛、安陸衛後屬行都司，改承天衛、襄陽衛、襄陽護衛後俱屬行都司、常德衛、沅州衛、寶慶衛、沔陽衛後屬興都留守司、長沙衛、茶陵衛、衡州衛、瞿塘衛後屬行都司、鎮遠衛、平溪衛、清浪衛、偏橋衛、五開衛、九溪衛、荊州左護衛後為荊州左衛，屬行都司，改顯陵衛、荊州中護衛革、靖州衛、永定衛、郴州千戶所、夷陵千戶所後屬行都司、桂陽千戶所、德安千戶所後改屬興都留守司、忠州千戶所後屬行都司、安福千戶所、道州千戶所革、大庸千戶所、西平千戶所、革麻寮千戶所、枝江千戶所後屬行都司、武岡千戶所、崇山千戶所革、長寧千戶所後屬行都司、武昌左、右、中三護衛左改東昌衛，右改徐州左衛，中改武昌護衛

###### 福建都司
福州中衛、福州左衛、福州右衛、興化衛、泉州衛、漳州衛、福寧衛、鎮東衛、平海衛、永寧衛、鎮海衛
后来改制：
- 福州中卫、福州左卫、福州右卫、兴化卫、泉州卫、漳州卫、福宁卫、镇东卫、平海卫、永寧衛、镇海卫、大金千户所
- 添设：定海千户所、梅花千户所、万安千户所、莆禧千户所、福全千户所、金门千户所、中左千户所、高浦千户所、浦城千户所、六鳌千户所、铜山千户所、悬钟千户所、崇武千户所、南诏千户所、龙岩千户所

###### 福建行都司
建寧左衛、建寧右衛、建陽衛革、延平衛、邵武衛、汀州衛、將樂千戶所

###### 江西都司
南昌左衛、南昌前衛、袁州衛、贛州衛、吉安衛後為千戶所、饒州千戶所、安福千戶所、會昌千戶所、永新千戶所、南安千戶所、建昌千戶所、撫州千戶所、鉛山千戶所、廣信千戶所

###### 廣東都司
廣州前衛、廣州左衛、廣州右衛、南海衛、潮州衛、雷州衛、海南衛、清遠衛、惠州衛、肇慶衛、廣州後衛、程鄉千戶所、高州千戶所、廉州千戶所後為廉州衛、萬州千戶所、儋州千戶所、崖州千戶所、南雄千戶所、韶州千戶所、德慶千戶所、新興千戶所、陽江千戶所、新會千戶所、龍川千戶所

#### 後軍都督府

##### 在京
橫海衛、鷹揚衛、興武衛調北京、江陰衛、蒙古左衛革、蒙古右衛革

##### 在外

###### 北平都司
燕山左衛、燕山右衛、燕山前衛、大興左衛、永清左衛、永清右衛、濟州衛、濟陽衛、彭城衛、通州衛，已上俱改為親軍，薊州衛、密雲衛後為密雲後衛，屬後府、真定衛、永平衛、山海衛、遵化衛、居庸關千戶所後為隆慶衛，已上俱屬後府

###### 北平行都司
後為大寧都司
大寧左衛、大寧右衛二衛後為營州左、右護衛，改延慶左、右衛、大寧中衛、大寧前衛、大寧後衛後為營州中護衛，改寬河衛、會州衛，俱改調京衛，已上俱屬後府，營州中護衛、興州中護衛革

###### 山西都司
太原左衛、太原右衛、太原前衛、振武衛、平陽衛、鎮西衛、潞州衛、蒲州千戶所、廣昌千戶所、沁州千戶所、寧化千戶所、雁門千戶所

###### 山西行都司
大同左衛、大同右衛、大同前衛、蔚州衛、朔州衛

###### 北平三護衛
燕山左護衛、燕山右護衛、燕山中護衛俱為親軍

###### 山西三護衛
太原左護衛、太原右護衛、太原中護衛俱革

## 後定
後定天下都司衛所，共計都司二十一，留守司二，內外衛四百九十三，守禦屯田群牧千戶所三百五十九，儀衛司三十三，自儀衛司以下，舊無，後以次漸添設。宣慰使司二，招討使司二，宣撫司六，安撫司十六，長官司七十，原五十九。番邊都司衛所等四百七。後作四百六十三。

### 親軍上二十二衛
舊制止十二衛，後增設金吾左以下十衛，俱稱親軍指揮使司，不屬五府。又設騰驤等四衛，亦系親軍，並武功、永清、彭城及長陵等十五衛，俱不屬府。
金吾前衛、金吾後衛、羽林左衛、羽林右衛、府軍衛、府軍左衛、府軍右衛、府軍前衛、府軍後衛、虎賁左衛、錦衣衛、旗手衛以上舊為上十二衛金吾左衛、金吾右衛、羽林前衛以上北平三護衛，洪武三十五年升、燕山左衛、燕山右衛、燕山前衛、大興左衛、濟陽衛、濟州衛、通州衛舊為安吉衛，已上北平都司七衛，永樂四年升，俱為親軍、騰驤左衛、騰驤右衛舊為神武前衛、武驤左衛、武驤右衛已上四衛，宣德八年以各衛養馬軍士及神武前衛官軍開設、武功中衛洪武年間設、武功左衛宣德二年設、武功右衛宣德六年設、永清左衛、永清右衛、彭城衛已上北平三衛，改常山三護衛，宣德初複為本衛，又並河南三護衛多餘官軍于彭城衛、長陵衛舊為南京羽林右衛，永樂二十二年改、獻陵衛舊武成左衛，宣德元年改、景陵衛舊武成右衛，宣德十年改、裕陵衛舊武成前衛，天順八年改、茂陵衛舊武成後衛，成化二十三年改、泰陵衛舊忠義左衛，弘治十八年改、康陵衛舊義勇中衛，正德十六年改、永陵衛舊義勇左衛，嘉靖二十七年改、昭陵衛舊神武後衛，隆慶六年改、定陵衛、慶陵衛、德陵衛、奠靖千戶所嘉靖二十一年設犧牲千戶所屬太常寺轄，已上俱不屬五府

### 五軍都督府所屬衛所

#### 左軍都督府

##### 在京
留守左衛、鎮南衛、驍騎右衛、龍虎衛、瀋陽左衛、瀋陽右衛俱南京舊制，永樂十八年分調
　　

##### 在外

###### 浙江都司
杭州前衛、杭州後衛、台州衛、寧波衛、處州衛、紹興衛、海寧衛、昌國衛、溫州衛、臨山衛、松門衛、金鄉衛、海門衛、定海衛、磐石衛、觀海衛、海寧千戶所、衢州千戶所、嚴州千戶所、湖州千戶所、金華千戶所、澉浦千戶所
以下各所，舊無，後添設：乍浦千戶所、三江千戶所、定海後千戶所、定海中左千戶所、定海中中千戶所、瀝海千戶所、三山千戶所、大嵩千戶所、霩𩇐千戶所、龍山千戶所、石浦前千戶所、石浦後千戶所、爵谿千戶所、錢倉千戶所、水軍千戶所、新河千戶所、桃渚千戶所、健跳千戶所、隘頑千戶所、楚門千戶所、平陽千戶所、里安千戶所、海安千戶所、蒲門千戶所、壯士千戶所、沙園千戶所、蒲岐千戶所、寧村千戶所、新城千戶所舊有，後革

###### 遼東都司
定遼左衛、定遼右衛、定遼中衛、定遼前衛、定遼後衛、鐵嶺衛、東寧衛、瀋陽中衛、海州衛、蓋州衛、金州衛、復州衛、義州衛、遼海衛、三萬衛、廣寧左屯衛、廣寧右屯衛、廣寧中屯衛、廣寧前屯衛、廣寧後屯衛、廣寧衛
已下添設：廣寧左衛、廣寧右衛、廣寧中衛、寧遠衛、撫順千戶所、蒲河千戶所、寧遠中左千戶所、寧遠中右千戶所、廣寧中前千戶所、廣寧中後千戶所、廣寧中左千戶所、金州中左千戶所、鐵嶺左右千戶所、鐵嶺中左千戶所、三萬前前千戶所、三萬後後千戶所、三萬中中千戶所、遼海中中千戶所、遼海右右千戶所、遼海前前千戶所、遼海後後千戶所、東寧中左千戶所

###### 山東都司
舊有青州左護衛，後改天津右衛。舊有貴州護衛，革
登州衛、青州左衛、萊州衛、寧海衛、濟南衛、平山衛、安東衛
已下添設：靈山衛、鰲山衛、大嵩衛、威海衛、成山衛、靖海衛、東昌衛、臨清衛舊兗州左護衛，後改、任城衛、濟寧衛舊武昌左護衛，後改、兗州護衛、膠州千戶所、諸城千戶所、滕縣千戶所、肥城千戶所
已下添設：海陽千戶所、東平千戶所、寧津千戶所、雄崖千戶所、浮山前千戶所、福山中前千戶所、奇山千戶所、濮州千戶所、金山左千戶所、尋山後千戶所、百尺崖後千戶所、王徐寨前千戶所、夏河寨前千戶所、魯府儀衛司、德府儀衛司、涇府儀衛司、衡府儀衛司、德府群牧所、涇府群牧所、衡山群牧所

#### 右軍都督府

##### 在京
留守右衛、虎賁右衛、武德衛俱南京舊衛，永樂十八年分調

##### 在外

###### 直隸
宣州衛舊無，後設

###### 陝西都司
舊有階州衛、沙州衛、靈山千戶所，後俱革。
西安右護衛舊泰山衛改、西安左衛、西安前衛、西安後衛、延安衛、漢中衛、平涼衛、綏德衛、寧夏衛、慶陽衛、鞏昌衛、臨洮衛、金城衛、秦州衛、岷州衛舊軍民指揮使司，嘉靖二十四年添設岷州，四十年革，後存衛、河州衛舊軍民指揮使司、洮州衛、寧夏中護衛、甘州中護衛、安東中護衛、寧夏前衛
已下各衛舊無，後設：寧夏中衛、寧夏中屯衛舊和州衛、寧夏左屯衛、寧夏右屯衛、寧羌衛、靖虜衛、固原衛、榆林衛、寧夏後衛以花馬池千戶所改、興安千戶所舊金州千戶所，萬曆十年改、鳳翔千戶所、禮店前千戶所
以下各所舊設：沔縣千戶所、環縣千萬所、文縣千戶所、階州千戶所舊屬秦州衛，嘉靖二十二年改屬都司、靈州千戶所、西安千戶所、西固城千戶所、歸德千戶所、鎮羌千戶所、安邊千戶所、平虜千戶所、興武營千戶所、鎮戎千戶所、寧夏平虜千戶所、秦府儀衛司、慶府儀衛司、肅府儀衛司、韓府儀衛司、寧夏群牧所、安東群牧所、甘州群牧所

###### 陝西行都司
洪武十二年添設
甘州左衛、甘州右衛、甘州中衛、甘州前衛、甘州後衛，已上陝西甘肅衛分設
永昌衛、涼州衛、莊浪衛、西寧衛、山丹衛，已上舊屬陝西都司，肅州衛、鎮番衛、鎮夷千戶所、古浪千戶所、高台千戶所

###### 四川都司
舊有浦江關軍民千戶所，後革
成都左護衛、成都右衛、成都中衛、成都前衛、成都後衛、寧川衛、茂州衛、重慶衛、敘南衛、瀘州衛、利州衛舊無，後設、松潘衛舊為軍民指揮使司，後改、青川千戶所、保寧千戶所、威州千戶所、雅州千戶所、大渡河千戶所、廣安千戶所、灌縣千戶所
已下各所後設：黔江千戶所、疊溪千戶所、建武千戶所、小河千戶所、蜀府儀衛司、壽府儀衛司革、壽府群牧所革

###### 土官
天全六番招討使司屬都司、隴木頭長官司、靜州長官司、岳希蓬長官司已上屬茂州衛、石砫宣撫司、酉陽宣撫司已上屬重慶衛、石耶洞長官司、邑梅洞長官司已上屬酉陽宣撫司、占藏先結簇長官司、蠟匝簇長官司、白馬路簇長官司、發山洞簇長官司、阿昔洞簇長官司、北定簇長官司、麥匝簇長官司、者多簇長官司、牟力簇長官司、班班簇長官司、祈命簇長官司、勒都簇長官司、包藏簇長官司、阿思簇長官司、思曩兒簇長官司、阿用簇長官司、潘斡寨長官司、八郎安撫司、阿角寨安撫司、麻兒匝安撫司、芒兒者安撫司已上俱屬松潘衛、疊溪長官司、鬱即長官司已上屬疊溪千戶所

###### 四川行都司
舊無，後設。舊有建昌前衛，後革
建昌衛舊屬四川都司、寧番衛舊為蘇州衛，屬四川都司
已下添設：會川衛、鹽井衛、越巂衛、禮州後千戶所、禮州中中千戶所、建昌打沖河中前千戶所、德昌千戶所、迷易千戶所、鹽井打沖河中左千戶所、冕山橋後千戶所、鎮西後千戶所

###### 土官
昌州長官司、威龍長官司、普濟長官司俱屬建昌衛、馬喇長官司屬鹽井衛、邛部長官司屬越巂衛

###### 廣西都司
桂林右衛、桂林中衛、南寧衛、柳州衛、馴象衛、南丹衛
已下添設：慶遠衛、潯州衛、奉議衛、廣西護衛、梧州千戶所、懷集千戶所、武緣千戶所、古田千戶所、貴縣千戶所、賀縣千戶所、全州千戶所、太平千戶所、象州千戶所、平樂千戶所、鬱林千戶所、賓州千戶所、來賓千戶所、富川千戶所、容縣千戶所、融縣千戶所、灌陽千戶所、河池千戶所、武宣千戶所、向武千戶所、五屯屯田千戶所、遷江屯田千戶所、靖江府儀衛司

###### 雲南都司
舊有鶴慶、通海二千戶所，革
雲南左衛、雲南右衛、雲南前衛、大理衛、楚雄衛、臨安衛、景東衛、曲靖衛、洱海衛、永昌衛舊為金齒軍民指揮使司、蒙化衛、平夷衛、趙州衛、六涼衛、雲南中衛、雲南後衛已下後設、廣南衛、大羅衛、瀾滄衛以瀾滄軍民指揮使司改、騰衝衛以騰衝軍民指揮使司改、安寧千戶所、宜良千戶所、易門千戶所、楊林堡千戶所、十八寨千戶所、通海前前千戶所、通海右右千戶所、定遠千戶所、馬隆千戶所、姚安千戶所、姚安中屯千戶所、武定千戶所、木密關千戶所、鎮安千戶所舊為金齒千戶所，萬曆十三年改，駐守猛淋、鎮姚千戶所舊為永昌千戶所，萬曆十三年改，駐守老姚關、永平前前千戶所、永平後後千戶所、騰衝千戶所、新安千戶所、鳳梧千戶所

###### 土官
茶山長官司、潞江安撫司、鳳溪長官司、施甸長官司、鎮道安撫司、楊塘安撫司俱屬永昌衛、蠻莫安撫司、猛臉長官司、猛養長官司俱萬曆十三年改設

###### 貴州都司
舊有層台、重安二千戶所，俱革。舊有平伐長官司，後隸貴陽府。舊有平浪、九名九姓獨山州二長官司，後隸都勻府。
貴州衛、永寧衛、普定衛、平越衛、烏撒衛、普安衛、赤水衛、威清衛、興隆衛、新添衛、清平衛、平壩衛、安莊衛、龍里衛、安南衛、都勻衛、畢節衛、貴州前衛舊無，後設黃平千戶所、普市千戶所、重安千戶所、安龍千戶所、白撒千戶所、摩泥千戶所、關索嶺千戶所、阿落密千戶所、平夷千戶所、安南千戶所、樂民千戶所、七星關千戶所

###### 土官
新添長官司：小平伐長官司、把平寨長官司、丹平長官司、丹行長官司已上屬新添衛、楊義長官司屬平越衛、大平伐長官司屬龍里衛

#### 中軍都督府

##### 在京
留守中衛、神策衛、應天衛、和陽衛俱南京舊衛，永樂十八年調、牧馬千戶所南京舊所調蕃牧千戶所添設

##### 在外

###### 直隸
揚州衛、高郵衛、儀真衛、淮安衛、鎮海衛、滁州衛、徐州衛、蘇州衛、太倉衛、金山衛、新安衛、泗州衛、壽州衛、邳州衛、大河衛、沂州衛、安慶衛、宿州衛舊為千戶所、潼關衛
已下舊屬河南都司：歸德衛、武平衛、鎮江衛
已下添設：廬州衛、六安衛、徐州左衛、建陽衛、汝寧千戶所、松江中千戶所、青村中前千戶所、南匯嘴中後千戶所、嘉興中左千戶所、吳淞江千戶所、寶山千戶所、劉河堡中千戶所、崇明沙千戶所、興化千戶所、通州千戶所、泰州千戶所、鹽城千戶所、東海中千戶所、海州中前千戶所、莒州千戶所

###### 中都留守司
鳳陽衛、鳳陽中衛、鳳陽右衛、皇陵衛、留守左衛、留守中衛、長淮衛、懷遠衛、洪塘千戶所

###### 河南都司
舊有洛陽中護衛，後並汝州衛。
河南衛、弘農衛、陳州衛、睢陽衛、宣武衛、信陽衛、彰德衛、南陽衛、懷慶衛、潁川衛、南陽中護衛
已下添設：汝州衛、潁上千戶所、禹州千戶所舊名鈞州，後改、嵩縣千戶所、衛輝前千戶所、林縣千戶所、鄧州前千戶所、唐縣右千戶所、周府儀衛司、唐府儀衛司、伊府儀衛司、趙府儀衛司、鄭府儀衛司、崇府儀衛司、徽府儀衛司、趙府群牧所、鄭府群牧所、崇府群牧所、徽府群牧所

#### 前軍都督府

##### 在京
留守前衛、龍驤衛、豹韜衛俱南京舊衛，永樂十八年分調
　　

##### 在外

###### 直隸
九江衛
　　

###### 湖廣都司
舊有武昌右千戶所，革。
武昌衛、武昌左衛、黃州衛、永州衛、岳州衛、蘄州衛、施州衛、辰州衛、常德衛、沅州衛、寶慶衛、沔陽衛、長沙衛、衡州衛、茶陵衛、鎮遠衛、偏橋衛、清浪衛已上三衛在貴州境、平溪衛、五開衛、九溪衛、靖州衛、永定衛、寧遠衛
已下添設：銅鼓衛、武昌護衛、襄陽護衛、郴州千戶所、麻寮千戶所、添平千戶所、安福千戶所、忠州千戶所在四川境、大庸千戶所、桂陽千戶所、武岡千戶所、澧州千戶所、寧溪千戶所、常寧千戶所、鎮溪千戶所、桃川千戶所、枇杷千戶所、錦田千戶所、寧遠千戶所、江華千戶所、城步千戶所、天柱千戶所、汶溪千戶所、宜章千戶所、廣安千戶所、大田千戶所、黎平千戶所、中潮千戶所、新化千戶所、新化亮寨千戶所、隆里千戶所已上五所在貴州境、平茶千戶所、平茶屯千戶所、銅鼓千戶所、楚府儀衛司、荊府儀衛司、雍府儀衛司、榮府儀衛司、岷府儀衛司、吉府儀衛司、荊府群牧所、雍府群牧所、榮府群牧所、吉府群牧所

###### 土官
永順軍民宣慰使司屬都司、臘惹洞長官司、麥著黃洞長官司、驢遲洞長官司、施溶溪長官司、白崖洞長官司、田家洞長官司，上屬永順宣慰司
保靖州軍民宣慰使司屬都司、五寨長官司、筸子坪長官司，俱屬保靖宣慰司
施南宣撫司屬施州衛、東鄉五路安撫司屬施南宣撫司、搖把洞長官司、上愛茶峒長官司、下愛茶峒長官司、鎮遠蠻夷長官司、隆奉蠻夷長官司，俱屬東鄉五路安撫司
忠孝安撫司屬施南、忠路安撫司屬施南、金峒安撫司屬施南、劍南長官司屬忠路、西坪蠻夷長官司屬金峒、散毛宣撫司屬施州衛、龍潭安撫司、大旺安撫司俱屬散毛、東流蠻夷長官司、臘璧峒蠻夷長官司俱屬大旺、忠建宣撫司屬施州衛、忠峒安撫司、高羅安撫司屬忠建、木冊長官司屬高羅、鎮南長官司、唐崖長官司、容美宣撫司俱屬施州衛、椒山瑪瑙長官司、五峰石寶長官司、水盡源通塔平長官司、石樑下峒長官司俱屬容美、桑植安撫司屬九溪、臻剖六洞橫波等處長官司屬鎮遠衛

###### 湖廣行都司
以湖廣都司衛所改設
荊州衛、荊州左衛、荊州右衛、瞿塘衛、襄陽衛、襄陽護衛、安陸衛、鄖陽衛、夷陵千戶所、德安千戶所、枝江千戶所、長寧千戶所、遠安千戶所、竹山千戶所、均州千戶所、房縣千戶所、忠州千戶所、遼府儀衛司、襄府儀衛司、興府儀衛司

###### 興都留守司
承天衛舊安陸衛，嘉靖十八年改、沔陽衛舊屬都司，嘉靖二十一年改、顯陵衛舊為荊州左衛，嘉靖十八年改、德安千戶所舊屬行都司，嘉靖二十一年改

###### 福建都司
福州中衛、福州左衛、福州右衛、興化衛、泉州衛、漳州衛、福寧衛、鎮東衛、平海衛、永寧衛、鎮海衛
已下添設：大金千戶所、定海千戶所、梅花千戶所、萬安千戶所、莆禧千戶所、福全千戶所、金門千戶所、中左千戶所、高浦千戶所、浦城千戶所、六鰲千戶所、銅山千戶所、懸鐘千戶所、崇武千戶所、南詔千戶所、龍岩千戶所

###### 福建行都司
建寧左衛、建寧右衛、延平衛、邵武衛、汀州衛、將樂千戶所、武平千戶所
已下添設：永安千戶所、上杭千戶所、浦城千戶所

###### 江西都司
南昌衛正德十六年，以左、前二衛併改、袁州衛、贛州衛、吉安千戶所舊為衛、饒州千戶所、安福千戶所、會昌千戶所、永新千戶所、南安千戶所、建昌千戶所、撫州千戶所、鉛山千戶所、廣信千戶所、信豐千戶所、寧府儀衛司、淮府儀衛司、益府儀衛司、淮府群牧所、益府群牧所

###### 廣東都司
廣州前衛、廣州後衛、廣州左衛、廣州右衛、南海衛、潮州衛、雷州衛、海南衛、清遠衛、惠州衛、肇慶衛、廣海衛
已下添設：碭石衛、神電衛、廉州衛舊千戶所、新會千戶所、韶州千戶所、南雄千戶所、龍川千戶所、程鄉千戶所、德慶千戶所、新興千戶所、陽江千戶所、高州千戶所、儋州千戶所、新寧千戶所、萬州千戶所、崖州千戶所、增城千戶所、東莞千戶所、大鵬千戶所、香山千戶所、連州千戶所、河源千戶所、長樂千戶所、平海千戶所、海豐千戶所、捷勝千戶所、甲子門千戶所、大城千戶所、海門千戶所、靖海千戶所、蓬州千戶所、澄海千戶所、廣寧千戶所、四會千戶所、陽春千戶所、海朗千戶所、雙魚千戶所、寧川千戶所、信宜千戶所、石城千戶所、永安千戶所、欽州千戶所、靈山千戶所、海康千戶所、樂民千戶所、海安千戶所、錦囊千戶所、清瀾千戶所、昌化千戶所、南山千戶所、瀧水千戶所、從化千戶所、封門千戶所、函口千戶所、富霖千戶所

#### 後軍都督府

##### 在京
留守後衛、鷹揚衛、興武衛俱南京舊衛，永樂十八年分調、大寧中衛、大寧前衛、會州衛俱北平行都司舊衛、富峪衛
已下添設，並北平山西等衛改調：寬河衛舊大寧後衛、神武左衛、神武後衛改昭陵衛、忠義左衛、忠義右衛、忠義前衛、忠義後衛、義勇中衛、義勇左衛、義勇右衛、義勇前衛、義勇後衛、武成中衛、蔚州左衛

##### 在外

###### 直隸
舊為北平都司，有北平三護衛，後俱為親軍。其不系北平舊衛者，俱永樂以後添設。
薊州衛、真定衛、永平衛、山海衛、遵化衛，已上北平舊衛，密雲中衛、密雲後衛以舊密雲分、開平中屯衛、興州左屯衛、興州右屯衛、興州中屯衛、興州前屯衛、興州後屯衛、延慶衛舊為北平都司、居庸關千戶所後改隆慶衛，後又改此、東勝左衛、東勝右衛、鎮朔衛、涿鹿衛舊為河南寧國衛，屬中府、定邊衛、神武右衛、神武中衛、忠義中衛、盧龍衛、武清衛、撫寧衛、德州衛、寧山衛舊屬河南都司，屬中府、大同中屯衛永樂初改調、瀋陽中屯衛、定州衛，已上舊為北平、山東、山西、河南等處衛所，永樂初改調、天津衛
已下添設：天津左衛、天津右衛舊青州左護衛、通州左衛、通州右衛、涿鹿左衛、涿鹿中衛、河間衛、潼關衛舊屬河南都司、德州左衛
已下添設：梁城千戶所、滄州千戶所、倒馬關千戶所、潮河千戶所、白洋口千戶所、渤海千戶所、寬河千戶所、鎮邊城千戶所、順德千戶所、武定千戶所舊樂安千戶所，改屬、平定千戶所、蒲州千戶所俱屬山西都司，後改

###### 大寧都司
保定左衛、保定右衛、保定中衛、保定前衛、保定後衛，俱永樂元年設。營州左屯衛、營州右屯衛、營州中屯衛、營州前屯衛、營州後屯衛，俱洪武舊衛，永樂改屬。茂山衛、紫荊關千戶所。

###### 萬全都司
宣德五年，分直隸及山西等處衛所添設。
萬全左衛、萬全右衛、宣府前衛、宣府左衛、宣府右衛、懷安衛、開平衛、延慶左衛舊屬北平行都司，後改、延慶右衛舊屬北平都司，後改、龍門衛、保安衛舊屬前府，後改、保安右衛舊屬前府，後改、蔚州衛、永寧衛、懷來衛、興和千戶所、美峪千戶所、廣昌千戶所舊屬山西都司，後改、四海冶千戶所、長安千戶所、雲川千戶所、龍門千戶所

###### 山西都司
舊有太原三護衛，後革。蒲州千戶所，改屬直隸，廣昌千戶所，改屬萬全都司。
太原左衛、太原右衛、太原前衛、振武衛、平陽衛、鎮西衛、潞州衛、瀋陽中護衛後設、汾州衛後設、沁州千戶所、寧化千戶所、雁門千戶所、保德州千戶所
已下添設：偏頭關千戶所、磁州千戶所、寧武千戶所、八角千戶所、老營堡千戶所嘉靖十七年添設、晉府儀衛司、瀋府儀衛司、代府儀衛司、晉府群牧所、瀋府群牧所、代府群牧所

###### 山西行都司
舊有蔚州衛，後改屬萬全都司。
大同左衛、大同右衛、大同前衛、大同後衛、朔州衛，已下俱山西大同等處衛所調改及添設：鎮虜衛、安東中屯衛、陽和衛、玉林衛、高山衛、雲川衛、天城衛、威遠衛、平虜衛、山陰千戶所、馬邑千戶所、井坪千戶所

### 南京衛所親軍衛
金吾前衛、金吾後衛、羽林左衛、羽林右衛、羽林前衛、府軍衛、府軍左衛、府軍右衛、府軍前衛、府軍後衛、虎賁左衛、錦衣衛、旗手衛、金吾左衛、金吾右衛、江淮衛、濟川衛、孝陵衛、犧牲千戶所

#### 五軍都督府屬

##### 左軍都督府
本府所屬衛，仍隸北京左府。
留守左衛、鎮南衛、水軍左衛、驍騎右衛、龍虎衛、龍虎左衛舊為成都右護衛，宣德六年改、英武衛、瀋陽左衛、瀋陽右衛、龍江右衛

##### 右軍都督府
本府所屬衛，仍隸北京右府。
虎賁右衛、留守右衛、水軍右衛、武德衛、廣武衛

##### 中軍都督府
本府所屬衛，仍隸北京中府。
留守中衛、神策衛、廣洋衛、應天衛、和陽衛、牧馬千戶所

##### 前軍都督府
本府所屬衛，仍隸北京前府。
留守前衛、龍江左衛、龍驤衛、飛熊衛、天策衛、豹韜衛、豹韜左衛舊為成都中護衛，宣德六年改調

##### 後軍都督府
本府所屬衛，仍隸北京後府。
留守後衛、橫海衛、鷹揚衛、興武衛、江陰衛

## 羈縻衛所
羈縻衛所，洪武、永樂間邊外歸附者，官其長，為都督、都指揮、指揮、千百戶、鎮撫等官，賜以敕書印記，設都司衛所。

### 都司一奴兒干都司
奴兒干都指揮使司

#### 衛三百八十四
朵顏衛、泰寧衛、建州衛、必里衛舊《會典》作兀里、福餘衛，已上洪武年間置
兀者衛、兀者左衛、兀者右衛、兀者後衛、赤不罕衛、屯河衛、安省衛，已上永樂二年置
毛憐衛、虎兒文衛、失里綿衛、奴兒干衛、堅河衛舊《會典》有溫河撒力，已上永樂三年置
古賁河衛、右城衛、塔魯木衛、蘇溫河衛、斡灘河衛舊《會典》有灘納河、兀者前衛、卜顏衛、亦罕河衛、納憐河衛、麥蘭河衛、兀列河衛、雙城衛、撒剌兒衛、亦馬剌衛、斡蘭衛、亦兒古里衛、脫木河衛、卜剌罕衛、密陳衛、脫倫衛、嘉河衛、塔山衛、阿速江衛、速平江衛、木魯罕山衛、馬英山衛、土魯亭山衛、木塔里山衛、朵林山衛、兀也吾衛、吉河衛、札竹哈衛舊《會典》有撒竹籃、福山衛舊《會典》作福、三肥河衛、哈溫河衛舊《會典》作哈里河、木束河衛、撒兒忽衛、罕答河衛舊《會典》作忽答河、札童衛，已上永樂四年置
阿古河衛、喜樂溫河衛、木陽河衛、哈蘭城衛、可令河衛、兀的河衛、哥吉河衛、野木河衛、納剌吉河衛、亦里察河衛、野兒定河衛、卜魯丹河衛、好屯河衛、喜剌烏河衛舊《會典》作喜速烏、考郎兀衛、亦速里河衛、阿剌山衛、隨滿河衛、撒禿河衛、忽蘭山衛、古魯渾山衛、阿資河衛、甫里河衛、答剌河衛舊《會典》作納剌河、撒只剌河衛、阿里河衛舊《會典》作阿吉河、依木河衛、亦文山衛、木蘭河衛、朵兒必河衛、甫門河衛，已上永樂五年置
納木河衛、童寬山衛、兀魯罕河衛、塔罕山衛、者帖列山衛、木興衛、友帖衛、牙魯衛、益實衛、剌魯衛、乞忽衛、兀里溪山衛、希灘河衛、弗朵禿河衛、阿者迷河衛、撒察河衛、斡蘭河衛、阿真河衛、木忽剌河衛、欽真河衛、克默河衛、察剌禿山衛、嘔罕河衛、阮里河衛、列門河衛、禿都河衛、實山衛、忽里急山衛、莫溫河衛、薛列河衛，已上永樂六年置
卜魯兀衛、葛林衛、把城衛、札肥河衛、忽石門衛、札嶺上衛、木里吉衛、忽兒海衛、伏里其衛、乞勒尼衛、愛河衛、把河衛、和屯吉衛、失里木衛、阿倫衛、古里河衛、塔麻速衛，已上永樂七年置
木興河衛、木剌河衛舊《會典》作木束河、喜申衛、使防河衛舊《會典》作使方河、甫兒河衛、亦麻河衛、兀應河衛、法因河衛、阿答赤河衛舊《會典》作阿答古、木山衛、葛稱哥衛，已上永樂八年置
督罕河衛、建州左衛、只兒蠻衛、兀剌衛、順民衛、囊哈兒衛、古魯衛舊《會典》作古魯山滿徑、哈兒蠻衛、塔亭衛、也孫倫衛、可木河衛、弗思木衛、弗提衛，已上永樂十年置
斡朵倫衛，永樂十一年置
哈兒分衛、阿兒溫河衛、速塔兒河衛、兀屯河衛、玄城衛、和卜羅衛、老哈河衛、失兒兀赤衛、卜魯禿河衛、可河衛、乞塔河衛、兀剌忽衛，已上永樂十二年置
渚冬河衛、札真衛、兀里哈里衛、忽魯愛衛，已上永樂十三年置
吉灘河衛、亦馬忽山衛，已上永樂十四年置
阿真同真衛、亦東河衛、亦迷河衛，已上永樂十五年置
建州右衛、益實左衛、阿答赤衛、塔山左衛舊《會典》作塔山前城、討溫衛舊《會典》作「成」，已上俱正統間置寄住
此下正統已後續置：可木衛、失里衛、失木魯河衛、忽魯木衛、塔馬速衛、失烈木衛、吉灘衛、和屯衛、禾屯吉河衛、亦失衛、亦力克衛、納木衛、弗納河衛、忽失木衛、兀也衛、也速倫衛、巴忽魯衛、兀牙山衛、塔木衛、忽里山衛、罕麻衛、木里吉河衛、引門河衛、亦里察衛、只卜得衛、塔兒河衛、木忽魯衛、木答山衛、立山衛、可吉河衛、忽失河衛、脫倫兀衛、阿的納河衛、兀力衛、阿速衛、速溫河衛、納剌吉衛、撒剌衛、亦實衛、弗朵脫河衛、亦屯河衛、兀討溫河衛、甫河衛、剌山衛、阿者衛、童山寬衛、替里衛、亦里察河衛、哈黑分衛、禿河衛、好屯衛、乞列尼衛、撒里河衛、忽思木衛、兀里河衛、忽魯山衛、弗兒秀河衛、沒脫倫衛、阿魯必河衛、咬里山衛、亦文衛、寫豬洛衛、答里山衛、古木河衛、剌兒衛、兀同河衛、出萬山衛、者屯衛、喜辰衛、海河衛、蘭河衛、朵州山衛、者亦河衛、納速吉河衛、把忽兒衛、鎮真河衛、也速河衛、者剌禿衛、也魯河衛、亦里河衛、失里兀衛、斡朵里衛、禿屯河衛、者林山衛、波羅河衛、朵兒平河衛、散力衛、密剌禿山衛、甫門衛、細木河衛、沒倫河衛、弗禿都河衛、者列帖衛、察札禿河衛、出萬河衛、者帖列衛、兀失衛、忽里河衛、失里綿河衛、兀剌河衛、愛河衛、洽剌察衛、卜忽禿河衛、沒倫衛、卜魯衛、以哈阿哈衛、速江平衛、兀山衛、弗力衛、失郎山衛、亦屯衛、木河衛、竹墩衛、河木衛、哈郎衛、歲班衛、失山衛、考郎衛、築屯衛、黑里河衛、右城衛、弗河衛、文東河衛、阿古衛、弗山衛、兀答里衛、納速河衛、失列河衛、朵兒玉衛、兀魯河衛、弗郎罕河衛、赤卜罕山衛、老河衛、竹里河衛、吉答納河衛、者不登衛、也速脫衛、阿木河衛、顏亦衛
已下添設：山答衛、塔哈衛、弗魯納河衛、行子衛、兀勒阿城衛、阿失衛、吉真納河衛、法衛、薄羅衛、塔麻所衛、布兒哈衛、亦思察河衛、失剌衛、卜忽禿衛、撒里衛、你實衛、平河衛、忽里吉山衛、阿乞衛、台郎衛、塞克衛、拜苦衛、所力衛、巴里衛、塔納衛、木郎衛、額克衛、勒伏衛、式木衛、樹哈衛、肥哈答衛、蓋千衛、英禿衛、乞忽衛、阿林衛、哈兒速衛、巴答衛、脫木衛、忽把衛、速哈兒衛、馬失衛、塔賽衛、札里衛、者哈衛、恨克衛、哈失衛、交枝衛、葛衛、艾答衛、亦蠻衛、哈察衛、革出衛、卜答衛、蜀河衛、禿里赤山衛、賽因衛、忙哈衛

#### 所二十四
兀者托溫千戶所、哈魯門山千戶所、兀者揆野木千戶所、兀的罕千戶所、兀者穩兔赤千戶所、得的河千戶所、魚失千戶所、五年千戶所、兀者已河千戶所、真河千戶所、兀的千戶所、屯河千戶所、哈三千戶所、兀者屯河千戶所、古賁河千戶所、五音千戶所、鎖郎塔真河千戶所、兀者揆野人千戶所、敷答河千戶所、兀禿河千戶所、可里踢千戶所、哈魯門千戶所、兀討溫河千戶所、兀者撒野人千戶所

#### 站七
別兒真站、黑龍江地方莽亦帖站、弗朵河站、亦罕河衛忽把希站、忽把希站、弗答林站、古代替站

#### 地面七
弗孫河地面、木溫河地面、埇坎河地面、撒哈地面、亦馬河咬東地面、可木地面、黑龍江地面

#### 寨一
黑龍江忽里平寨

#### 其他
斡難河衛、哈剌孩衛、海剌儿千户所

### 西北
西北諸部，在明初服屬，授以指揮等官，設衛給誥印。

#### 衛七
赤斤蒙古衛、罕東衛、安定衛、沙州衛（含罕東左衛）、阿端衛、曲先衛、哈密衛

### 西番
西番即古吐番。洪武初，遣人招諭，又令各族舉舊有官職者至京，授以國師及都指揮、宣慰使、元帥、招討等官，俾因俗以治。自是番僧有封灌頂國師及贊善、闡化等王，大乘大寶法王者，俱給印誥，傳以為信。所設有都指揮使司、指揮司。

#### 都指揮使司二
烏思藏都指揮使司、朵甘衛都指揮使司
　　

#### 指揮使司一
隴答衛指揮使司
　　

#### 宣尉使司三
朵甘宣慰使司、董卜韓胡宣慰使司、長河西魚通寧遠宣慰使司

#### 招討司六
朵甘思招討司、朵甘隴答招討司、朵甘丹招討司、朵甘倉溏招討司、朵甘川招討司、磨兒勘招討司

#### 萬戶府四
沙兒可萬戶府、乃竹萬戶府、羅思端萬戶府、別思麻萬戶府

#### 千戶所十七
朵甘思千戶所、剌宗千戶所、孛里加千戶所、長河西千戶所、多八三孫千戶所、加八千戶所、兆日千戶所、納竹千戶所、倫答千戶所、果由千戶所、沙里可哈忽的千戶所、孛里加思千戶所、撒里土兒千戶所、參卜郎千戶所、剌錯牙千戶所、泄里壩千戶所、潤則魯孫千戶所